# Peter Rochegune Munch

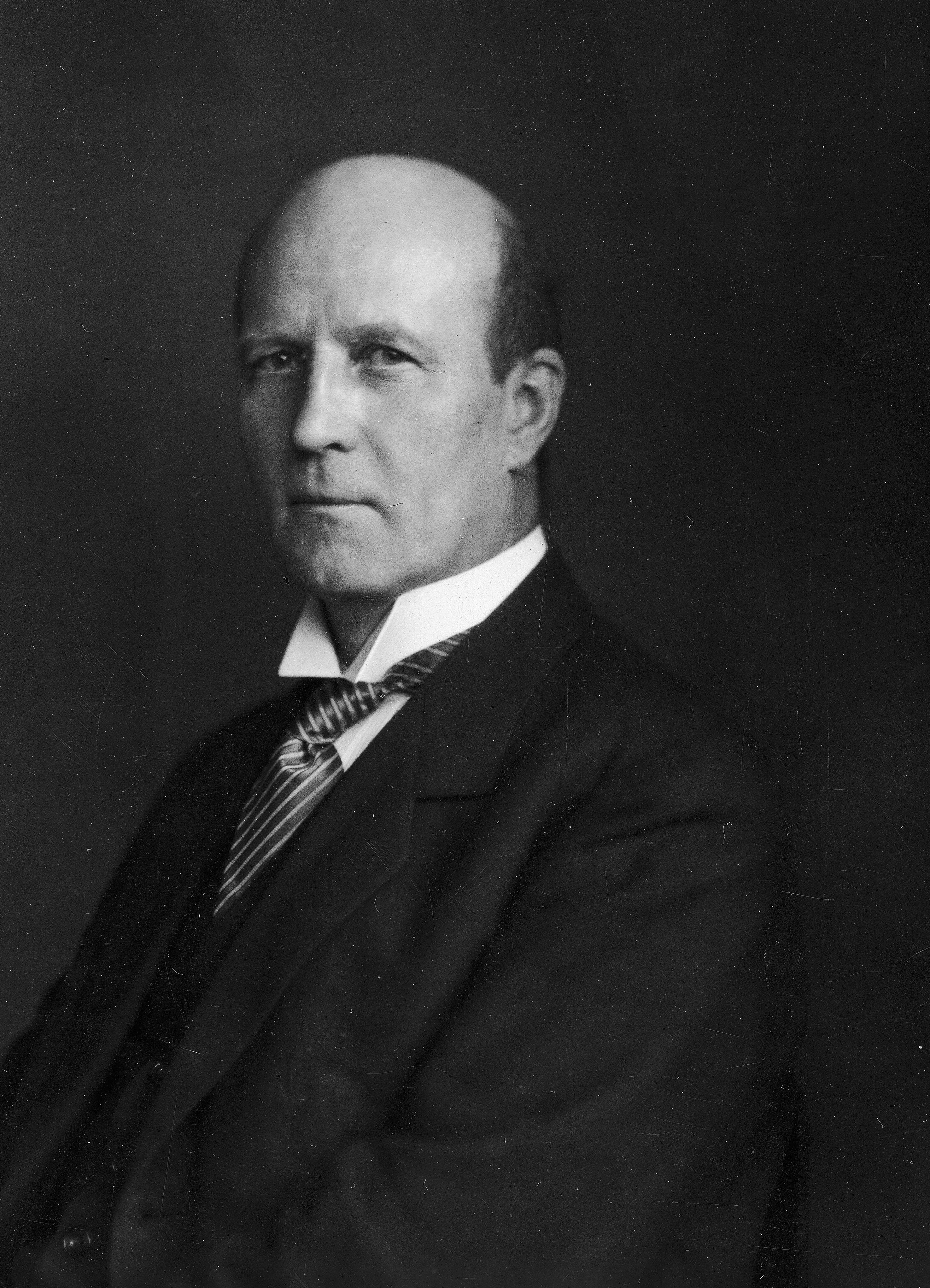
Retrato de Peter Munch

Peter Rochegune Munch (1870-1948) fue un político e historiador danés.

## Biografía
Nacido el 25 de julio de 1870 en Redsted, a lo largo de su vida ejerció los cargos de ministro de Interior (1909-1910), ministro de Defensa (1913-1920) y ministro de Asuntos Exteriores (1929-1940) de su país. Fue uno de los fundadores del Partido Liberal Radical de Dinamarca.